# Harry Smyth
Charles Henry „Harry“ Smyth (* 21. Februar 1910 in Moncton; † 20. September 1992 ebenda) war ein kanadischer Eisschnellläufer.
Smyth siegte bei der Stadtmeisterschaft von Moncton in den Jahren 1922 und 1943 und wurde in den Jahren 1926 bis 1928 dreimal kanadischer Meister. International belegte er bei den Olympischen Winterspielen 1932 in Lake Placid den achten Platz über 5000 m. Zudem nahm er an der nachfolgenden Mehrkampf-Weltmeisterschaft in Lake Placid teil, die er aber vorzeitig beendete. Im Jahr 1973 wurde er in die New Brunswick Sports Hall of Fame aufgenommen.

## Persönliche Bestleistungen
| Disziplin | Zeit       | Datum            | Ort         |
| --------- | ---------- | ---------------- | ----------- |
| 500 m     | 46,7 s     | 19. Februar 1932 | Lake Placid |
| 1500 m    | 2:38,5 min | 19. Februar 1932 | Lake Placid |
| 5000 m    | 9:15,1 min | 19. Februar 1932 | Lake Placid |